# Apodemus
Apodemus es un género de roedores miomorfos de la familia Muridae. Actualmente está en discusión la creación de cuatro subgéneros, Apodemus, Sylvaemus, Alsomys y Karstomys, agrupando las especies en ellos por diferencias morfológicas y de ADN mitocondrial.
Apodemus y tal vez Mus, son los géneros  con la mayor variedad temporal de los múrinos actuales.

## Especies
- Apodemus agrarius, Pallas, 1771.
- Apodemus alpicola, Heinrich, 1952.
- Apodemus argenteus, Temminck, 1844.
- Apodemus chevrieri, Milne-Edward, 1868.
- Apodemus draco, Barrett-Hamilton, 1900.
- Apodemus epimelas, Nehring, 1902.
- Apodemus flavicollis, Melchior, 1834.
- Apodemus gurkha, Thomas, 1924.
- Apodemus hyrcanicus, Vorontson, Boyeskorov y Mezhzherin, 1992.
- Apodemus latronum, Thomas, 1911.
- Apodemus mystacinus, Danford y Alston, 1877.
- Apodemus pallipes, Barrett-Hamilton, 1900.
- Apodemus peninsulae, Thomas, 1906.
- Apodemus ponticus, Svirindenko, 1936.
- Apodemus rusiges, Miller, 1913.
- Apodemus semotus, Thomas, 1908.
- Apodemus speciosus, Temmick, 1844.
- Apodemus sylvaticus, Linneo, 1758.
- Apodemus uralensis, Pallas, 1811.
- Apodemus witherbyi, Thomas, 1902.